# Jean Hammond
Pour les articles homonymes, voir Hammond.
Jean Hammond, né le 9 mars 1801 dans l'île de Jersey et mort en 1880, est un bailli de Jersey.

## Biographie
Jean Hammond est issu de la famille des notables des Seigneur de Samarès.
Il a suivi le cours de droit à l'Université de Caen avant d'être admis au Barreau de Jersey en 1821.
Il devint Connétable de la paroisse de Saint-Sauveur.
En 1858, il fut choisi comme bailli de Jersey et prêta serment le 27 février 1858. Il assuma cette fonction jusqu'en 1880. Dès son entrée en fonction, il dut faire face à une crise constitutionnelle. Une Commission royale d'enquête fut conduite sur la Cour royale de Jersey. Trois juges furent nommés afin de faire le point pour faire évoluer le système judiciaire jersiais. Rein ne fut fait et une seconde commission d'enquête proposa de remplacer les Jurés-justiciers par des juges payés. Ce en furent que des recommandations qui ne furent point suivi d'effet par les édiles des États de Jersey.
Jean Hammond se retira en 1880 en raison de son grand âge et laissa sa place à son successeur Robert Pipon Marett.